# Catoctin Mountain Park

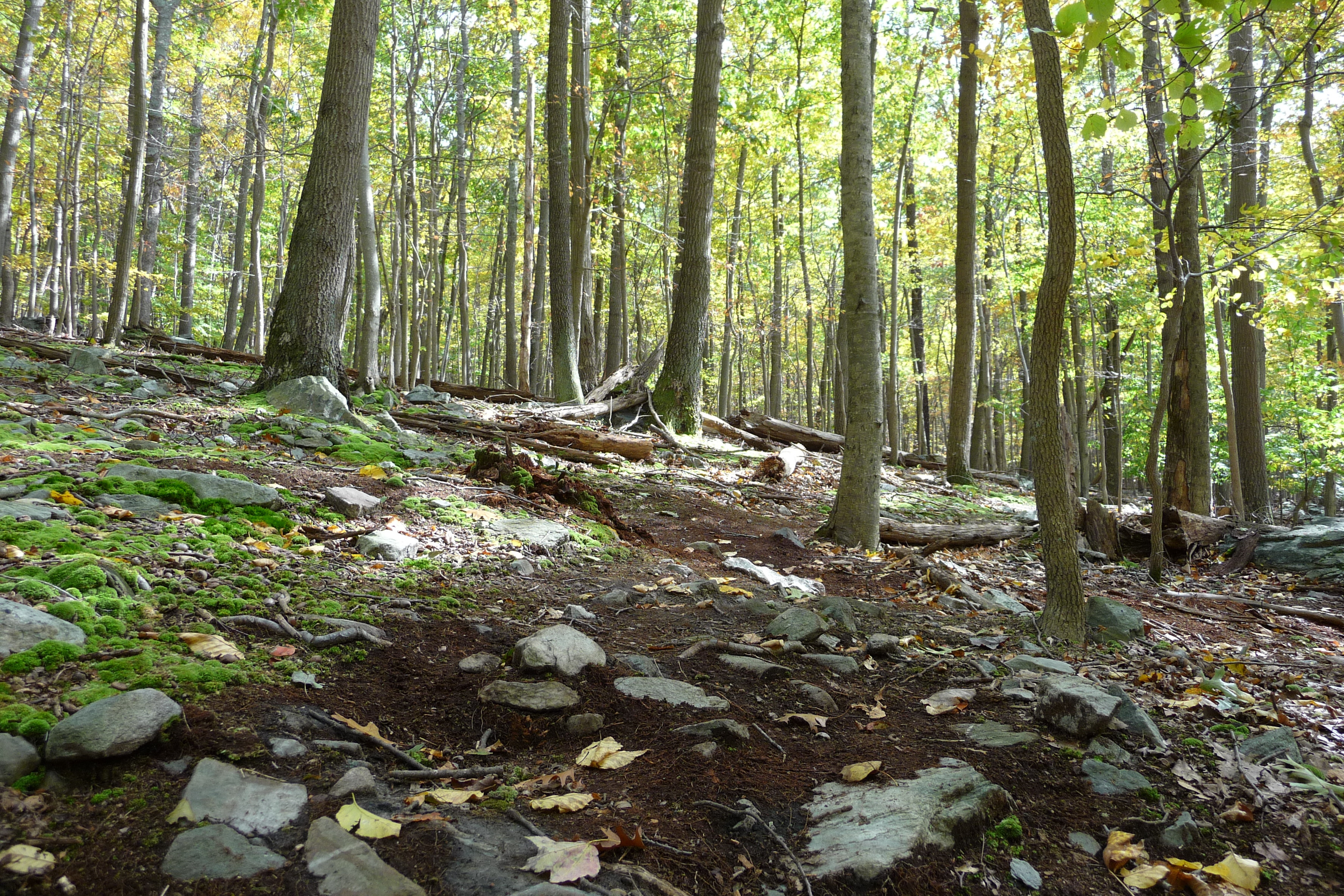
Catoctin Mountain Park

Catoctin Mountain Park (Park góry Catoctin) to zarządzany przez National Park Service park w amerykańskim stanie Maryland, w hrabstwie Frederick.

## Historia
W 1936 roku rząd federalny zakupił ponad 10 tysięcy akrów (40 km²) ziemi zniszczonych przez przemysł hutniczy i utworzył na tym terenie obszar demonstracyjno-rekreacyjny Catoctin (Catoctin Recreational Demonstration Area) zarządzany przez National Park Service.
W roku 1954 obszar ten został podzielony na dwa parki. Około 5 tysięcy akrów (20 km²) ziemi na południu zostało przekazane stanowi Maryland, gdzie ustanowiono park stanowy Cunningham Falls. Na pozostałych 5 tysiącach akrów (20 km²) utworzono zarządzany przez National Park Service park góry Catoctin (Catoctin Mountain Park).

## Rekreacja
Na terenie parku znajduje się ponad 40 kilometrów szlaków pieszych o różnej długości i różnych stopniach trudności.

## Camp David
Na terenie Catoctin Mountain Park znajduje się ośrodek wypoczynkowy prezydenta Stanów Zjednoczonych Naval Support Facility Thurmont, znany powszechnie jako Camp David. Ośrodek nie jest widoczny z drogi głównej i nie jest dostępny do zwiedzania dla publiczności.